# 2-メチル-2-ニトロソプロパン
2-メチル-2-ニトロソプロパン(2-Methyl-2-nitrosopropane)またはt-ニトロソブタン(nitrosobutane)は、化学式(CH3)3CNOの有機化合物である。青色の液体で、スピントラップに用いられ、ラジカルと結合する。

## 合成と構造
触媒としてタングステン酸ナトリウムの存在下で、過酸化水素によるtert-ブチルアミン（(CH3)3CNH2）の酸化で合成できる。蒸留されたばかりの液体は、青色で揮発性がある。他のニトロソ化合物と同様に、曲がったC-N=O結合で特徴付けられる。室温に置くと二量化し、青色から無色になる。溶液中では、この二量体はすぐに青色のモノマーに戻る。

## 反応
この物質は、スピントラップに用いることができ、不安定なフリーラジカルを捕捉して、電子スピン共鳴で検出や分析が可能な常磁性のニトロキシドラジカルを形成する。炭素中心のチロシルラジカルの捕捉に特に有益である
。
また、「擬似リビング」機構によるメタクリル酸メチルのラジカル重合の調節剤にもなる。